# Primaternes evolution
Primaternes evolution kan spores 65 millioner år tilbage i tiden. Primaterne kom frem på et eller andet tidspunkt mellem kridttidens midte og tidlig paleocæn på enten superkontinentet Laurasien eller i Afrika. I følge studier baseret på det molekylære ur levede den sidste fælles forfader til alle primater for omkring 80 millioner år siden, selv om det tidligst kendte fossil kun er 54–55 millioner år gammelt. Primaternes nærmest beslægtede er den uddøde orden Plesiadapiformes, de nulevende kaguanger og træspidsmus.
Et konservativt skøn for adskillelsen mellem halvaber og de andre aber (underorden Haplorhini) er 58 til 63  millioner år siden.
De højere primater begyndte at sprede sig fra Afrika og Asien i miocæn. Snart herefter foretog lorier og spøgelsesaber blandt halvaberne den samme tur. De første fossiler af hominine primater er fra det nordlige Afrika og er 5-8 millioner år gamle. Østaber forsvandt fra Europa for cirka 1,8 millioner år siden. Molekylære studier og fossiler viser overvejende, at det moderne menneske opstod i Afrika for omkring 100.000 til 200.000 år siden.

## Halvaber

### Lemurer
Lemurer har som andre grupper af halvaber såsom lorier og galagoer træk til fælles med de tidlige primater. Derfor opfattes lemurer ofte populært som stamformer til primaterne, men aber og menneskeaber nedstammer ikke fra lemurer. Lemurer udviklede sig uafhængigt på Madagaskar. Baseret på fossilfund har man traditionelt ment, at lemurer fremkom i løbet af eocæn (55 til 37 millioner år siden), men molekylære studier indikerer at det snarere er i paleocæn (66 til 56 mya) eller senere. Imidlertid skiltes Madagaskar fra Afrika allerede for 160 og fra Indien for 90 millioner år siden. Som en forklaring på, at lemurernes forfædre alligevel kunne spredes sig til Madagaskar trods afstanden over vandet, menes en population af nogle få individer at have nået øen fra Afrika på en form for flåde for 50 til 80 millioner år siden. Andre muligheder, f.eks. fra Indien, er blevet undersøgt, men de understøttes ikke af genetiske eller molekylære studier.

### Lorier og galagoer
Genetiske studier viser, at lorier og galagoer fra Asien deler fælles afstamning med lemurer.  Desuden er de alle i besiddelse af en såkaldt tandkam, hvilket er et usædvanligt morfologisk træk, der kun usandsynligt har udviklet sig to gange.

### Aye-aye
Indtil for nylig har aye-ayen været svær at indplacere hos halvaberne. Man har ment, at dens familie, Daubentoniidae, enten kunne høre til Lemuriformes (dens forfædre skilte sig fra lemurernes udviklingslinje før lemurerne skilte sig fra lorierne) eller en søstergruppe til alle andre halvaber. I 2008 blev det bekræftet, at aye-ayens familie er nærmest beslægtet med de andre madagaskiske lemurer og sandsynligvis nedstammer fra den samme population, der koloniserede øen.

## Spøgelsesaber
Spøgelsesaberne i familien Tarsiidae (eneste familie i infraordnen Tarsiiformes) repræsenterer den mest basale del af underordnen Haplorhini og menes at være opstået for 58 millioner år siden. Det tidligst kendte skelet tilhørende Haplorhini-underordnen er den 55 millioner år gamle spøgelsesabe-lignende Archicebus, der er fundet i det centrale Kina, hvilket understøtter den formodning man havde om haplorinernes asiatiske oprindelse.

## Højere primater

### Vestaber
Som for lemurer er vestabernes afstamning uklar. Molekylære studier baseret på sekventering af DNA fra cellekernen har givet meget varierende vurderinger af tidspunktet for splittet mellem vestaber og østaber, gående fra 33 til 70 millioner år siden. Derimod har vurderinger baseret på mitokondrielt DNA givet et mere snævert interval, nemlig en opsplitning for 35 til 45 millioner år siden.
Vestabernes forfædre bevægede sig muligvis over Atlanterhavet fra Afrika til Sydamerika ved at "hoppe" fra ø til ø, i løbet af eocæn. Det ville have været muligt ved hjælp af den Midtatlantiske ryg og et lavere havniveau på det tidspunkt. Alternativt kunne en gruppe individer have drevet på en flåde over Atlanterhavet. Atlanterhavet var ikke så bredt som det er nu grundet kontinentaldriften siden da. Det er anslået, at en lille primat på 1 kg kunne have overlevet 13 dage på en flåde af vegetation, hvilket med de estimerede havstrømme og vindhastigheder ville have givet nok tid til at foretage rejsen mellem kontinenterne.

### Østaber

#### Gibboner
Der findes ingen fossiler som tydeligt dokumenterer gibbonernes afstamning. De stammer muligvis fra en hidtil ukendt population af sydøstasiatiske menneskeaber.
Analyser foretaget af hele genomer tyder på, at gibbonernes udviklingslinje blev udspaltet fra de store menneskeabers for omkring 16,8 millioner år siden (forudsat en udspaltning fra øvrige østaber for 29 millioner år siden).

#### Orangutanger
Fossile proto-orangutanger er muligvis repræsenteret ved Sivapithecus fra Indien og Griphopithecus fra Tyrkiet, der levede for cirka 10 millioner år siden. De første slægter i orangutangernes udviklingslinje kommer altså frem i miocæn, hvilket er seks eller syv millioner år før der er blevet gjort fund af orangutanger fra det pleistocæne Sydøstasien og sydlige Kina.

#### Chimpanser og homininer
Artsdannelsen i forhold til slægterne Pan og Homo lader til at være sket over lang tid. Der var skiftevis perioder med hybridisering og artsdannelse, hvilket i alt har taget adskillige millioner år. Det vil sige, at den endelige udspaltning mellem de første medlemmer af homininerne (populært kaldet abemennesker) og slægten Pan's udviklingslinje skete sent i miocæn eller tidligt i pleistocæn, i følge flere forskere for 13 millioner år siden eller så sent som for fire millioner år siden.

### Muligvis tidligere menneskeaber
Blandt østaberne findes et alternativt syn på tidspunktet for splittet mellem Hominoidea (menneskeaber) og Cercopithecoidea (hundeaber). I følge dette skulle det være sket allerede for 50 millioner år siden (i stedet for 30). I overensstemmelse med dette får alle udspaltninger blandt menneskeaberne en meget tidligere datering. Således er det anslåede tidspunkt for udspaltningen mellem gorillaer og Pan/Homo-udviklingslinjen omkring 17 millioner år siden.